# Alan Baxter
Alan Baxter (East Cleveland, 19 novembre 1908 – Woodland Hills, 7 maggio 1976) è stato un attore statunitense.
Ha recitato in oltre 50 film dal 1935 al 1971 ed è apparso in oltre 60 produzioni televisive dal 1949 al 1971.

## Biografia
Alan Baxter nacque a East Cleveland, in Ohio, il 19 novembre 1908. Dopo aver frequentato la scuola di recitazione Yale School of Drama e aver lavorato per un periodo in alcune produzioni teatrali, debuttò al cinema a metà degli anni trenta.
Per il grande schermo ha interpretato oltre 50 ruoli, molti in produzione del genere western; interpretò, tra gli altri, Clay Tolliver in Il sentiero del pino solitario (1936), Cary Butler in Occhioni scuri (1936), Curtis Palmer in Volo nella bufera (1936), Joe Montgomery in Breezing Home (1937), Acey Kile in L'ultimo gangster (1937), Joe Linden in Lasciateci vivere! (1939), Billy Herndon in Abramo Lincoln in Illinois (1940), Larry Perrin in Indietro non si torna (1940), Oliver Brown in I pascoli dell'odio (1940), il bandito Jesse James in I tre moschettieri del Missouri (1941).
Fu diretto da Alfred Hitchcock in Sabotatori (1942), in cui interpreta la spia nazista Freeman. Continuò la sua carriera al cinema interpretando David Bowman in L'isola maledetta (1942), Brad Stickman in La commedia umana (1943), Joe Morgan in L'isola di nessuno (1943), Paul Hover in Nella terra di Buffalo Bill (1947), Barney Remington in La vera storia di Jess il bandito (1957), Reed Williams in Il volto del fuggiasco (1959), Jack Millay in Tempo di terrore (1967), Mr. Fenty in La ballata della città senza nome (1969) e il governatore Sam Axtell in Chisum (1970).
Fu interprete inoltre di diversi personaggi per serie televisive presenti in un solo epusodio e collezionò molte partecipazioni dagli anni cinquanta agli inizi degli anni settanta in veste di guest star o di interprete di personaggi perlopiù minori in numerosi episodi, anche con ruoli diversi in più di un episodio; recitò, tra l'altro, in due episodi di Thriller, due episodi di Hawaiian Eye, quattro episodi di Indirizzo permanente, due episodi di Surfside 6, due episodi di Gli intoccabili, quattro episodi di Perry Mason, tre episodi di Il virginiano e due episodi di O'Hara, U.S. Treasury
Fu accreditato per l'ultima volta sugli schermi televisivi in un episodio trasmesso il 26 novembre 1971, intitolato Operation: Hijack e facente parte della serie O'Hara, U.S. Treasury, nel quale interpretò il ruolo di Paul Fedderson (precedentemente aveva interpretato, sempre nella stessa serie, il personaggio di Walter Mason). Per quanto riguarda le interpretazioni per il cinema, l'ultima è quella nel film horror Willard e i topi (1971), in cui recitò nel ruolo di Walter T. Spencer.
Morì di cancro a Woodland Hills, in California, il 7 maggio 1976, a 67 anni, e fu cremato.

## Filmografia

### Cinema
- Fuggiasca (Mary Burns, Fugitive), regia di William K. Howard (1935)
- Il sentiero del pino solitario (The Trail of the Lonesome Pine), regia di Henry Hathaway (1936)
- Occhioni scuri (Big Brown Eyes), regia di Raoul Walsh (1936)
- Volo nella bufera (Thirteen Hours by Air), regia di Mitchell Leisen (1936)
- The Case Against Mrs. Ames, regia di William A. Seiter (1936)
- Parole!, regia di Lew Landers (1936)
- Breezing Home, regia di Milton Carruth (1937)
- Men in Exile, regia di John Farrow (1937)
- La chiave misteriosa (Night Key), regia di Lloyd Corrigan (1937)
- It Could Happen to You!, regia di Phil Rosen (1937)
- L'ultimo gangster (The Last Gangster), regia di Edward Ludwig (1937)
- Sotto la maschera (Big Town Girl), regia di Alfred L. Werker (1937)
- Ho ritrovato il mio amore (I Met My Love Again), regia di Joshua Logan e Arthur Ripley (1938)
- Wide Open Faces, regia di Kurt Neumann (1938)
- Gangs of New York, regia di James Cruze (1938)
- Off the Record, regia di James Flood (1939)
- Boy Slaves, regia di P.J. Wolfson (1939)
- L'istinto (My Son Is a Criminal), regia di Charles C. Coleman (1939)
- Lasciateci vivere! (Let Us Live), regia di John Brahm (1939)
- Morire all'alba (Each Dawn I Die), regia di William Keighley (1939)
- Non puoi impedirmi d'amare (In Name Only), regia di John Cromwell (1939)
- Abramo Lincoln in Illinois (Abe Lincoln in Illinois), regia di John Cromwell (1940)
- The Lone Wolf Strikes, regia di Sidney Salkow (1940)
- Free, Blonde and 21, regia di Ricardo Cortez (1940)
- Indietro non si torna (Escape to Glory), regia di John Brahm (1940)
- L'uomo che parlò troppo (The Man Who Talked Too Much), regia di Vincent Sherman (1940)
- I pascoli dell'odio (Santa Fe Trail), regia di Michael Curtiz (1940)
- Under Age, regia di Edward Dmytryk (1941)
- I tre moschettieri del Missouri (Bad Men of Missouri), regia di Ray Enright (1941)
- Rags to Riches, regia di Joseph Kane (1941)
- The Pittsburgh Kid, regia di Jack Townley (1941)
- L'ombra dell'uomo ombra (Shadow of the Thin Man), regia di W. S. Van Dyke (1941)
- Borrowed Hero, regia di Lewis D. Collins (1941)
- Sabotatori (Saboteur), regia di Alfred Hitchcock (1942)
- L'isola maledetta (Prisoner of Japan), regia di Arthur Ripley (1942)
- Stand By All Networks, regia di Lew Landers (1942)
- Ragazza cinese (China Girl), regia di Henry Hathaway (1942)
- La commedia umana (The Human Comedy), regia di Clarence Brown (1943)
- Muraglie infrante (Behind Prison Walls), regia di Steve Sekely (1943)
- Pilot Number Five, regia di George Sidney (1943)
- L'isola di nessuno (Submarine Base), regia di Albert H. Kelley (1943)
- Women in Bondage, regia di Steve Sekely (1943)
- Vittoria alata (Winged Victory), regia di George Cukor (1944)
- Nella terra di Buffalo Bill (The Prairie), regia di Frank Wisbar (1947)
- Close-Up, regia di Jack Donohue (1948)
- Stasera ho vinto anch'io (The Set-Up), regia di Robert Wise (1949)
- Wild Weed, regia di Sam Newfield (1949)
- La vera storia di Jess il bandito (The True Story of Jesse James), regia di Nicholas Ray (1957)
- The End of the Line, regia di Charles Saunders (1957)
- Il frutto del peccato (The Restless Years), regia di Helmut Käutner (1958)
- Il volto del fuggiasco (Face of a Fugitive), regia di Paul Wendkos (1959)
- Tempesta sulla Cina (The Mountain Road), regia di Daniel Mann (1960)
- Vincitori e vinti (Judgment at Nuremberg), regia di Stanley Kramer (1961)
- U-112 assalto al Queen Mary (Assault on a Queen), regia di Jack Donohue (1966)
- Questa ragazza è di tutti (This Property Is Condemned), regia di Sydney Pollack (1966)
- Tempo di terrore (Welcome to Hard Times), regia di Burt Kennedy (1967)
- La ballata della città senza nome (Paint Your Wagon), regia di Joshua Logan (1969)
- Chisum, regia di Andrew V. McLaglen (1970)
- Willard e i topi (Willard), regia di Daniel Mann (1971)

### Televisione
- The Chevrolet Tele-Theatre – serie TV, un episodio (1949)
- Suspense – serie TV, un episodio (1949)
- Telephone Time – serie TV, episodio 2x27 (1957)
- Avventure in elicottero (Whirlybirds) – serie TV, un episodio (1958)
- Il tenente Ballinger (M Squad) – serie TV, un episodio (1958)
- The Restless Gun – serie TV, episodio 1x33 (1958)
- Westinghouse Desilu Playhouse – serie TV, episodio 1x06 (1958)
- Indirizzo permanente (77 Sunset Strip) – serie TV, quattro episodi (1959-1962)
- The Rifleman – serie TV, un episodio (1959)
- Tales of Wells Fargo – serie TV, episodio 3x25 (1959)
- Carovane verso il west (Wagon Train) – serie TV, un episodio (1959)
- Gli uomini della prateria (Rawhide) - serie TV, episodio 2x02 (1959)
- Tightrope – serie TV, episodio 1x05 (1959)
- Bronco – serie TV, un episodio (1959)
- The Alaskans – serie TV, episodio 1x08 (1959)
- Thriller – serie TV, due episodi (1960-1962)
- Perry Mason – serie TV, quattro episodi (1960-1966)
- Death Valley Days – serie TV, un episodio (1960)
- Alfred Hitchcock presenta (Alfred Hitchcock Presents) – serie TV, un episodio (1960)
- Laramie – serie TV, un episodio (1960)
- The Deputy – serie TV, un episodio (1960)
- Colt.45 – serie TV, un episodio (1960)
- The United States Steel Hour – serie TV, un episodio (1960)
- Sugarfoot – serie TV, episodio 3x17 (1960)
- Bourbon Street Beat – serie TV, episodio 1x31 (1960)
- I detectives (The Detectives) – serie TV, episodio 2x02 (1960)
- Cheyenne – serie TV, un episodio (1960)
- Michael Shayne - serie TV episodio 1x08 (1960)
- Hong Kong – serie TV, episodio 1x11 (1960)
- Le leggendarie imprese di Wyatt Earp (The Life and Legend of Wyatt Earp) – serie TV, un episodio (1960)
- Hawaiian Eye – serie TV, due episodi (1961-1962)
- Surfside 6 – serie TV, episodi 2x11-2x39 (1961-1962)
- Gli intoccabili (The Untouchables) – serie TV, due episodi (1961-1962)
- Gunsmoke – serie TV, due episodi (1961-1963)
- Ripcord – serie TV, episodio 1x11 (1961)
- Maverick – serie TV, episodio 4x23 (1961)
- The Aquanauts – serie TV, un episodio (1961)
- The Tall Man – serie TV, un episodio (1961)
- Lawman – serie TV, un episodio (1962)
- Saints and Sinners – serie TV, un episodio (1962)
- Have Gun - Will Travel – serie TV, episodio 6x12 (1962)
- Dakota (The Dakotas) – serie TV, episodio 1x14 (1963)
- The Outer Limits – serie TV, un episodio (1963)
- La grande avventura (The Great Adventure) – serie TV, episodio 1x18 (1964)
- Il fuggiasco (The Fugitive) – serie TV, un episodio (1964)
- Combat! – serie TV, un episodio (1964)
- Profiles in Courage – serie TV, un episodio (1964)
- The Greatest Show on Earth – serie TV, episodio 1x24 (1964)
- Il virginiano (The Virginian) – serie TV, tre episodi (1965-1970)
- L'ora di Hitchcock (The Alfred Hitchcock Hour) – serie TV, un episodio (1965)
- Cavaliere solitario (The Loner) – serie TV, un episodio (1965)
- Branded – serie TV, due episodi (1965)
- La leggenda di Jesse James (The Legend of Jesse James) – serie TV, un episodio (1966)
- Selvaggio west (The Wild Wild West) - serie TV, episodio 2x05 (1966)
- Daniel Boone – serie TV, un episodio (1966)
- The Monroes – serie TV, un episodio (1966)
- Io e i miei tre figli (My Three Sons) – serie TV, episodio 7x15 (1967)
- I giorni di Bryan (Run for Your Life) – serie TV, un episodio (1967)
- Polvere di stelle (Bob Hope Presents the Chrysler Theatre) – serie TV, un episodio (1967)
- Ironside – serie TV, un episodio (1968)
- Get Smart – serie TV, un episodio (1968)
- Bonanza - serie TV, episodio 11x02 (1969)
- Mod Squad, i ragazzi di Greer (The Mod Squad) – serie TV, un episodio (1969)
- Mannix – serie TV, un episodio (1970)
- Operazione ladro (It Takes a Thief) – serie TV, un episodio (1970)
- Adam-12 – serie TV, un episodio (1970)
- The Bold Ones: The Lawyers – serie TV, un episodio (1970)
- La fattoria dei giorni felici (Green Acres) – serie TV, un episodio (1970)
- Due onesti fuorilegge (Alias Smith and Jones) – serie TV, un episodio (1971)
- O'Hara, U.S. Treasury – serie TV, due episodi (1971)

## Doppiatori italiani
- Giorgio Capecchi in La vera storia di Jess il bandito
- Bruno Persa in Questa ragazza è di tutti